# Tachycixius perarmata
Tachycixius perarmata är en insektsart som först beskrevs av Rauno E. Linnavuori 1962.  Tachycixius perarmata ingår i släktet Tachycixius och familjen kilstritar.
Artens utbredningsområde är Israel. Inga underarter finns listade i Catalogue of Life.